# 蟲紋擬棘茄魚
蟲紋擬棘茄魚，為輻鰭魚綱鮟鱇目棘茄魚亞目棘茄魚科的其中一種，分布於西太平洋區，包括日本、印尼、巴布亞紐幾內亞海域，屬深海底棲性魚類，棲息深度391-1141公尺，體長可達7.8公分，棲息在沙泥底質水域，生活習性不明。

## 扩展阅读
維基物種上的相關：蟲紋擬棘茄魚